# Eruguera d'espatlles grogues
L'eruguera d'espatlles grogues (Campephaga flava) és una espècie d'ocell de la família dels campefàgids (Campephagidae) que habita els boscos i matolls d'Angola, sud-oest, sud i est de la República Democràtica del Congo, est de Sudan del Sud, sud d'Etiòpia i de Somàlia, Ruanda, Burundi, Kenya, Tanzània, Zàmbia, Malawi, Moçambic, Zimbàbue, nord de Namíbia, centre i est de Botswana i nord-est i sud de Sud-àfrica.